# Престъпления срещу човечеството
Престъпление срещу човечеството в международното право е извършването на тежки жестокости срещу големи маси хора и представлява най-високата степен на криминална дейност.
Масови убийства, изтребления, депортация, поробване на цивилно население преди или по време на война; преследване по политически, расови или религиозни причини и други нечовешки дейности, отговарят на определението, ако са част от широко разпространена и системна практика.

## Първа употреба
На 24 май 1915 Съюзниците: Великобритания, Франция и Русия, съвместно правят изявление, с което обвиняват за първи път друго правителство (Турция) в извършването на „престъпление срещу човечеството“. Извадка от съвместното изявление гласи:
| „ | Предвид на тези нови престъпления на Турция срещу човечеството и цивилизацията, Съюзническите правителства заявяват публично на Високата порта, че те ще държат отговорни за престъпленията всички членове на Османското правителство, както и тези техни посредници, които са замесени в кланетата. | “ |

## Трибунали, осъждащи престъпления срещу човечеството
- Международен наказателен трибунал за бивша Югославия (1993 – 2017) – след Югославските войни от 1991 – 2001 година[2]
- Международен наказателен трибунал за Руанда (1994 – 2015) – след Геноцида в Руанда от 1994 година[3]

## Нюрнбергски процеси
За пръв път като термин от международното право се използва по време на Нюрнбергските процеси.